# Integument (zoologia)
Integument – zewnętrzny wytwór nabłonka bezkręgowców. Pełni funkcję ochronną. Szczególnym przypadkiem integumentu jest oskórek.